# Júlia Sebestyén
Júlia Sebestyén (ur. 14 maja 1981 w Miszkolcu) – węgierska łyżwiarka figurowa, mistrzyni Europy z 2004.